# The Blue Garter
The Blue Garter è un cortometraggio muto del 1909. Il nome del regista non viene riportato nei credit del film.

## Trama
Una giarrettiera passa di mano in mano, mettendo in imbarazzo i suoi possessori.

## Produzione
Il film fu prodotto dalla Lubin Manufacturing Company.

## Distribuzione
Distribuito dalla Lubin Manufacturing Company, il film - un cortometraggio della lunghezza di 185 metri - uscì nelle sale cinematografiche statunitensi l'11 novembre 1909. Nelle proiezioni, veniva programmato con il sistema dello split reel, accorpato in un'unica bobina con un altro cortometraggio prodotto dalla Lubin, la commedia Found in a Taxi.